# Chrysolina rossia
Espèce
Chrysolina rossia, la chrysomèle russe ou chrysomèle de Russie, est une espèce d'insectes de l'ordre des coléoptères et de la famille des Chrysomelidae.

## Distribution
Sud-est de la France métropolitaine (3 départements) et Europe centrale.